# Lluís VII de França
Lluís VII de França, dit el Jove (en francès Louis le Jeune) (1120 - París, 1180) fou rei de França entre 1137 i 1180.

## Orígens familiars
Segon fill del rei Lluís VI de França i la seva segona esposa Adelaida de Savoia. Per línia paterna era net de Felip I de França i Anna de Kíev, i per línia materna d'Humbert II de Savoia i Gisela de Borgonya. Fou germà dels prínceps Enric de França, Robert I de Dreux així com de Pere II de Courtenay.

## Hereu de la Corona
Es convertí en hereu al tron després de la mort del seu germà Felip el 1131 en un accident de cavall. El 25 d'octubre d'aquell mateix any fou consagrat rei en presència del seu pare com manava la tradició de la Dinastia Capet a la catedral de Reims pel Papa Innocenci II.

## Núpcies i descendents
Es casà el 22 de juliol de 1137 a Bordeus amb Elionor d'Aquitània, filla de Guillem X d'Aquitània i Elionor de Chatellerault. D'aquesta unió nasqueren:
- la princesa Maria de França (1145-1198), casada el 1164 amb Enric I de Xampanya
- la princesa Alix de França (1150-1195), casada el 1164 amb Teobald V de Blois

Es casà, en segones núpcies, el 1154 amb Constança de Castella, filla del rei Alfons VII de Castella i Berenguera de Barcelona. D'aquesta unió nasqueren:
- la princesa Margarida (1158-1197), casada el 1172 amb el príncep d'Anglaterra Enric II el Jove, i el 1186 amb Béla III d'Hongria
- la comtessa Alix o Adelaide (1160-1221), promesa el 1169 amb Ricard Cor de Lleó, amant del seu pare Enric II d'Anglaterra, casada el 1195 amb Guillem III de Ponthieu

Es casà, en terceres núpcies, el 13 de novembre de 1160 amb Adela de Xampanya, filla de Teobald IV de Blois i Matilde de Caríntia. D'aquesta unió nasqueren:
- el príncep Felip II de França (1165-1223), rei de França
- la princesa Agnès de França (1171-1240), promesa el 1180 amb Aleix II Comnè, casada el 1183 amb l'emperador Andrònic I Comnè, amant i després (el 1204) casada amb Teodor Branàs

Tingué un fill il·legítim:
- Felip de França (?-1161)

## Ascens al tron
El 25 de desembre de 1137, quatre mesos després de la mort del seu pare, fou novament coronat a Bourges.
Abans de morir, el seu pare va concertar el seu matrimoni amb Elionor d'Aquitània. Aquest avantatjós matrimoni va proporcionar un domini reial que triplicà el que tenia fins aquells moments gràcies al dot proporcionat per la donzella. Aquesta dot comprenia la Gascunya, Poitou, Llemosí, Angomois, Saintonge i Perigord. El caràcter del rei, devot, ascètic, ingenu i indecís va comportar un mal adveniment amb Elionor, dona de caràcter fort.
Els primers anys del seu regnat Lluís VII va apartar la seva mare de la cort, però va conservar els consellers del seu pare, entre ells l'abat Suger de Saint-Denis. Va continuar amb la mateixa política duta pel seu pare i va revaloritzar els dominis reials.
Va fer múltiples concessions a les comunitats rurals, va fomentar l'agricultura i va afavorir l'emancipació dels serfs. Va propiciar el favor de les ciutats concedint cartes de burgesia, mitjançant aquesta concessió els burgesos obtenien una sèrie de beneficis i els municipis s'administraven d'una manera independent al senyor feudal, a Étampes, Bourges, Reims, Sens, Compiégne i Auxerre. Va mantenir l'elecció dels bisbes consagrats al poder reial.
El maig de 1141, Lluís VII s'enfrontà al comte Teobald II de Xampanya i al Papa Innocenci II, amb motiu de la presa de possessió del bisbat de Langres, ja que ell volia imposar el nomenament de Bernat de Claravall. De nou tornà a oposar-se al Papa l'any 1141 intentant imposar el seu candidat per a la seu de Bourgues contra Pierre de la Châtre, al qui donava suport el Papa. Innocenci II dictà una ordre d'excomunió contra Lluís VII i Pierre de la Châtre es refugià a la Xampanya. El rei va envaí el comtat i, al seu pas incendià, durant l'estiu de 1142, Vitry-en-Perthois i la seva església en la qual es trobaven refugiats els habitants de la vila que van tenir una mort horrible.
Per acabar definitivament el problema, el rei va signar el tractat de Vitry amb el comte Teobald II la tardor del 1143, acceptant l'elecció de Pierre de La Châtre i aconseguint que s'anul·lés el veto que pesava sobre el regne, i el 22 d'abril participà en la conferència de Saint-Denis per solucionar el conflicte aparegut entre la Santa Seu i ell.

## La Segona Croada
Per segellar l'acord, el rei acceptà prendre part en la Segona Croada encoratjada per Bernat de Claravall i el Nadal del 1145, Lluís VII anuncià la seva decisió d'unir-se a ella per a socórrer als Estats cristians de Palestina amenaçats pels turcs que acabaven d'envair el comtat d'Edessa el 1144 i van perpetrar la massacre de centenars de cristians.
L'11 de juny del 1146, el rei Lluís VII i la seva esposa Elionor van partir al comandament de 300 cavallers i una quantiosa armada, seguits per desenes de milers de pelegrins. Van sortir de Metz i passaren per la vall del Danubi, on foren rebuts per l'armada de Conrad III d'Alemanya, projectant passar per Àsia Menor per arribar a Constantinoble el 4 d'octubre del 1147.
L'expedició va estar llastrada per la discòrdia existent entre els clans francesos i alemanys, per la inexperiència de Lluís VII que es mostrà dubitatiu, i per la falsedat dels romans d'Orient que perjudicaven els cristians, més que ajudar-los. Enganyat per aquests, Lluís VII és derrotat pels turcs a Àsia Menor i sofrí diversos revessos a Síria. Amb grans dificultats arribà a Antioquia el març del 1148, que estava en mans de Ramon de Poitiers, oncle d'Elionor.
Ramon esperava que Lluís VII l'ajudaria a combatre l'enemic que li havia pres alguns dels seus territoris, però el rei només pensava a arribar a Jerusalem. Elionor intentà, en va, convèncer el seu marit perquè ajudés al seu oncle però el rei va preferir els consells del templer Thierry de Galerà.
Lluís VII obligà Elionor a seguir-li i va deixar Antioquia. Arribà fins a la ciutat de Jerusalem en compliment del pelegrinatge que s'havia imposat i el juny del 1168, intentà prendre Damasc, davant la qual la seva armada es quedà esperant. La parella reial va romandre un any en Terra Santa abans de tornar per mar, i per separat, a França. El rei va ser capturat pels romans d'Orient, sent alliberat pel normand Roger II de Sicília.
Finalment la participació francesa a la croada va comportar diverses crisis:
- Financera, perquè aquesta expedició va empobrir considerablement el tresor reial.
- Política, perquè el rei no es va ocupar directament del regne durant els dos anys d'absència i, en conseqüència, va disminuir el seu poder sobre els grans senyors feudals.
- Militar, perquè la croada va ser una successió de derrotes militars i una part de la seva cavalleria i de la gran armada van ser sacrificades.
- Dinàstica i patrimonial, perquè aquesta croada va provocar la ruptura del rei amb Elionor d'Aquitània.
- Territorial, perquè després de la separació Elionor va recuperar tots els feus que havia aportat en el seu dot.
- Estratègica, perquè Elionor, en casar-se amb el futur rei d'Anglaterra va proporcionar immensos territoris a la corona d'Anglaterra, permetent així la presència, al continent, d'un temible competidor per al rei de França. Pel seu matrimoni el rei Enric II d'Anglaterra, va regnar sobre un territori que s'estenia des del sud d'Escòcia als Pirineus, comprenent Anglaterra, Gal·les, Anjou, Maine, Normandia, Aquitània i Bretanya.

## Separació d'Elionor d'Aquitània
Durant el viatge de tornada a França, al novembre de 1149, Lluís VII va pensar a separar-se d'Elionor. Però el Papa Eugeni III, després d'una parada a l'Abadia de Forest-Casino, i posteriorment l'abat Suger, van aconseguir reconciliar-los.
No obstant això, després de la defunció de Suger el 1151, el rei, desitjant la separació, va trobar, en el Sínode de Beaugency, el motiu: una àvia d'Elionor, Eduarda de Borgonya, era la neta de Robert el Pietós, rebesavi del rei (en 9è grau civil però en 5è grau canònic), i aquest fet propicià l'anul·lació del matrimoni el 18 de març de 1152. Elionor recobrà els seus dominis d'Aquitània i Poitou i el 18 de maig de 1152 es casà, en segones núpcies, amb el comte d'Anjou Enric II Plantagenet, que aviat es va convertir en rei d'Anglaterra i un terç del Regne de França establint l'Imperi Angeví, i Lluís va respondre envaint el ducat de Normandia dividint en dos els dominis d'Enric.
Aquesta fallada política és el principi d'una rivalitat contínua entre els regnes de França i Anglaterra, que va durar fins a mitjans del segle xiii. Lluís VII donà suport les revoltes de Bretanya i Poitou contra Anglaterra, així com les dels fills d'Enric II contra el seu pare. Contribuïx a aquesta situació: 
- El despotisme d'Enric II, que involucrà en les revoltes als seus grans vassalls.
- El suport del clergat al rei de França en raó a la pietat de Lluís VII i als estrets llaços històrics entre l'episcopat i el regne capet.
- La rebel·lió dels fills d'Enric II que exigiren el patrimoni i trobaren refugi i protecció al costat de Lluís VII.

## Mort i successió
El 18 de setembre del 1180, Lluís VII morí al castell de Melun a causa d'una paràlisi. L'endemà, fou inhumat a l'abadia reial de Saint-Port en Barbeau que ell havia fundat a les ribes del Sena. El seu fill Felip II August el succeí, tot i que ja exercia el poder des del 28 de juny d'aquell mateix any.